# オマー・エップス
オマー・エップス（Omar Hashim Epps, 1973年7月23日 - ）は、アメリカ合衆国の俳優兼ミュージシャン(MC）。2006年はDr. エリック・フォアマン役でFOXで放映されている『Dr.HOUSE』に出演している。
妻はTotalというアメリカのR&Bグループのメンバーの1人Keisha Spivey。2004年に結婚した。一児の父でもある。

## 生い立ち
アメリカのニューヨーク州、ブルックリン生まれ。演劇を始める以前にラップグループ"Wolfpak"を自身の弟と結成し活動していた。10歳頃から映画のシナリオらしきものを書いていたという話がある。ニューヨークにあるラガーディア高校(Fiorello H. LaGuardia High School of Music & Art and Performing Arts)で学ぶ。

## キャリア
演劇キャリアの初期においてはスポーツヒーローの役や、トラブルメーカーのティーンエイジャー役が多かった。そんな彼に転機が訪れるのは1992年に公開されたアーネスト・ディッカーソン監督作の『ジュース』という映画で、ラッパーの2パックに次ぐ準主役（Q役）を得てからのこと。この作品によって一気に知名度が上昇し、『メジャーリーグ2』では前作でウェズリー・スナイプスが演じた役柄を引き継ぐ。北野武監督の『BROTHER』では準主役を演じた。また、テレビドラマでは『ER緊急救命室』のDr.デニス・ガント役や『Dr.HOUSE』への出演により、お茶の間の人気を一気に獲得した。
ギャングスタ・サグのような役割からコメディアン的なもの、医師などの役柄まで演じることができ、その評価は高い。

## トリビア
Totalの1996年の1stアルバム収録の"Tell Me" では現在の妻であるKeishaと共作している。ラッパーのアイス・キューブと共演したこともある。

## 主な出演作品

### 映画
| 上映年 | タイトル                                                        | 役割                     | 備考                  |
| ------ | --------------------------------------------------------------- | ------------------------ | --------------------- |
| 1992   | ジュース Juice                                                  | クインシー               |                       |
| 1993   | デイブレイク Daybreak                                           | ハンター                 |                       |
| 1993   | クォーターバック The Program                                    | ダーネル・ジェファーソン |                       |
| 1994   | メジャーリーグ2 Major League II                                 | ウィリー・メイズ・ヘイズ |                       |
| 1995   | ハイヤー・ラーニング Higher Learning                            | マリク・ウィリアムズ     |                       |
| 1997   | スクリーム2 Scream 2                                            | フィル                   |                       |
| 1999   | ブレックファースト・オブ・チャンピオンズ Breakfast of Champions | ウェイン                 |                       |
| 1999   | モッド・スクワッド The Mod Squad                                | リンク・ヘインズ         |                       |
| 2000   | ワン・オン・ワン ファイナル・ゲーム Love & Basketball           | クインシー・マッコール   |                       |
| 2000   | BROTHER Brother                                                 | デニー                   | 日英合作映画          |
| 2000   | ドラキュリア Wes Craven Presents: Dracula 2000                  | マーカス                 |                       |
| 2001   | PERFUME パフューム Perfume                                      | J B                      |                       |
| 2002   | ビッグ・トラブル Big Trouble                                    | アラン・サイツFBI捜査官  |                       |
| 2002   | スラム・ジャスティス Conviction                                 | カール・アップチャーチ   | テレビ映画            |
| 2004   | ファイティング×ガール Against the Ropes                         | ルーサー・ショウ         |                       |
| 2004   | アルフィー Alfie                                                | マーロン                 |                       |
| 2018   | セックス・トラフィック 悪夢の週末 Traffik                       | ジョン                   |                       |
| 2020   | 誘惑は死の香り Fatal Affair                                     | デヴィッド・ハモンド     | Netflixオリジナル映画 |

### テレビシリーズ
| 上映年    | タイトル                                   | 役割                     | 備考          |
| --------- | ------------------------------------------ | ------------------------ | ------------- |
| 1996      | ER緊急救命室 ER                            | Dr. デニス・ガント       | 10エピソード  |
| 2004-2012 | Dr.HOUSE House                             | Dr. エリック・フォアマン | 174エピソード |
| 2014-2015 | よみがえり 〜レザレクション〜 Resurrection | J・マーティン・ベラミー  | 21エピソード  |
| 2016-2018 | ザ・シューター Shooter                     | アイザック・ジョンソン   | 31エピソード  |
| 2019-2020 | THIS IS US/ディス・イズ・アス This Is Us   | ダーネル・ホッジス       | 4エピソード   |